# Ophiopetra
Ophiopetra is een geslacht van uitgestorven slangsterren uit de familie Ophiolepididae. Vertegenwoordigers van dit geslacht zijn slechts als fossiel bekend. Het leefde in lagunes in de Solnhofen Plattenkalkformatie. Er is slechts één bekende soort, Ophiopetra lithographica.

## Taxonomische geschiedenis
Zowel Ophiopetra als Ophiopetra lithographica werden voor het eerst beschreven in 1962 door Raymond Enay en Hans Hess, die vaststelden dat het geslacht behoorde tot de orde Chilophiurida Matsumoto, 1915 (later bekend als de infraorde Chilophiurina) en dat het verwant was aan de families Ophiodermatidae en Ophiochitonidae. In 1965 toonde Hess vervolgens aan dat het geslacht Aplocoma d'Orbigny, 1852 verwant was aan Ophiopetra, en stelde de nieuwe familie Aplocomidae Hess, 1965 voor voor de twee geslachten. In 2008 werden Ophiopetra en het geslacht Ophiohybris Hess, 1964, geplaatst in de nieuwe onderfamilie Ophiopetrinae Hess & Meyer, 2008, binnen Aplocomidae.
Afgezien van Ophiopetra lithographica waren er vroeger nog twee soorten: Ophiopetra bathonica Hess, 1964 en Ophiopetra oertii Hess, 1965, opgenomen in Ophiopetra; in 2013 werden deze twee soorten beide overgebracht naar het nieuwe geslacht Eozonella Thuy, Marty & Comment, 2013.

## Soorten
- Ophiopetra lithographica Enay & Hess, 1962 †